# 宮崎市立大宮小学校
宮崎市立大宮小学校（みやざきしりつおおみやしょうがっこう）は、宮崎県宮崎市下北方町にある公立小学校。

## 概要
- 児童数 - 937名（平成30年度）

## 沿革
- 1873年 - 地域住民の協議によって学校が増築される。
- 1892年 - 学校名が大宮小学校となる。
- 1908年 - 高等科を設置。
- 1915年 - 宮崎県師範学校女子部の代用小学校となる。
- 1924年 - 大宮村が、宮崎町・大淀町と合併し、宮崎市が発足。宮崎市立第4宮崎尋常高等小学校に改称。
- 1926年 - 宮崎県女子師範学校の開校により、同校の代用小学校となる。
- 1935年 - 宮崎県女子師範学校に附属小学校が開設され、本校は代用小学校から外れる。
- 1956年 - 大島分校を設置。
- 1963年 - 大島分校が宮崎東小学校として分離。
- 1971年 - 児童数の増加に伴い、池内小学校が分離。
- 1976年 - 児童数の増加に伴い、東大宮小学校が分離。
- 1981年 - 児童数の増加に伴い、住吉南小学校が分離。
- 1990年 - 学校の木としてアオギリを指定。

## 通学区域
大宮小学校の通学区域には以下の区域が指定されている。
- 祇園4丁目の一部
- 霧島5丁目の一部
- 下北方町
- 神宮2丁目
- 神宮町
- 神宮西1丁目・2丁目
- 神宮東2丁目・3丁目
- 花ケ島町の一部
- 船塚3丁目の一部
- 南花ケ島町の一部
- 矢の先町

## 著名な出身者
- 相澤冬樹 - ジャーナリスト[2]
- 井上康生 - 柔道家
- 井上智和 - 柔道家